# Trinidad (Kuba)
Trinidad de Cuba – miasto w środkowej Kubie, w prowincji Sancti Spíritus, położone na wzgórzach w pobliżu Morza Karaibskiego i zamieszkane przez około 73 tys. ludzi. W XVIII wieku jeden z wiodących ośrodków handlu cukrem w Nowym Świecie, obecnie jedna z głównych atrakcji turystycznych wyspy. Kolonialna starówka wpisana została w 1988 roku na listę światowego dziedzictwa UNESCO.

## Historia
Trinidad stanowi trzecią najstarszą osadę na Kubie, po Baracoa i Bayamo. Miasto zostało założone w 1514 roku przez hiszpańskiego konkwistadora Diego Velazqueza de Cuéllar, jako baza do planowanej inwazji Hernána Cortésa na współczesny Meksyk. Jego oryginalną nazwą była La Villa de la Santísima Trinidad, czyli Wioska Najświętszej Trójcy. Kilkanaście lat później miejscowość przeniesiono około 14 kilometrów w głąb lądu, by zabezpieczyć mieszkańców przed regularnymi atakami piratów. Do 1550 większość rdzennej populacji Indian wyginęła z powodu chorób przywleczonych przez Europejczyków oraz ciężkiej pracy na polach trzciny cukrowej. Począwszy od XVIII wieku datuje się dynamiczny rozwój miasta, związany z hiszpańskim monopolem na handel cukrem. W pobliskiej Valle de los Ingenios (Dolina Cukrowni) znajdują się okazałe rezydencje magnatów cukrowych oraz wysoka na 45 metrów dzwonnica Manaca Iznaga, z której nadzorcy obserwowali pracę niewolników. Okres handlowego prosperity zaznaczył się w architekturze miasta - ulice dzisiejszej starówki wybrukowano kostką sprowadzoną specjalnie na ten cel z Bostonu; powstawały charakterystyczne, okratowane okna kamienic i wysokie, drewniane bramy. Miejscowe Museo Municipal (Muzeum Miejskie) założono w starej rezydencji barona cukrowego Cantero. Znaleźć można w nim wyposażenie wnętrz typowe dla hiszpańskiej architektury kolonialnej, obszerne patio oraz wieżę, z której roztacza się panorama miasta i jego intensywnie czerwonych dachówek. W szczytowym okresie z tej niewielkiej miejscowości pochodziła 1/3 cukru produkowanego na wyspie.
Szczęśliwe lata dla Trinidadu skończyły się wraz ze zmianą szlaków handlowych na początku XIX wieku. Właśnie wtedy położona ok. 50 km na północny zachód miejscowość Cienfuegos zasiedlona została przez osadników zbiegłych z objętej rewolucją niewolników, francuskiej kolonii Haiti i szybko wyrosła na centrum handlowe środkowej Kuby. Sytuację pogorszyła blokada kontynentalna narzucona Hiszpanii przez Napoleona w 1806 roku, która skutecznie zablokowała eksport cukru do Wielkiej Brytanii, jednego z głównych odbiorców "białego złota". Ubocznym skutkiem tego wydarzenia było rozpowszechnienie sposobu otrzymywania cukru z buraków w Europie.
Trinidad nie miał żadnych innych znaczących źródeł dochodu i stopniowo pauperyzował się. Kolej doprowadzono dopiero w 1919 roku, a na drogę kołową trzeba było czekać do lat 50. XX wieku. Do dzisiaj konne bryczki są powszechnym widokiem na ulicach miasta. Zapomnienie uratowało jednak kolonialną starówkę od przebudowy, dzięki czemu centrum zachowało się w praktycznie niezmienionym stanie. Doceniło to UNESCO, wpisując w 1988 roku Trinidad na listę światowego dziedzictwa kulturowego, wraz z położoną w głębi lądu Valle de los Ingenios. W 1991 upadł Związek Radziecki i dla Kuby nastały trudne czasy, związane z utratą pomocy gospodarczej. Na wyspie wprowadzono tzw. Periodo Special (Okres Specjalny); zaostrzono reglamentację żywności, a transport publiczny praktycznie upadł. Z pomocą Kubie przyszli turyści, których napływ dopuścił w połowie lat 90. Fidel Castro. Do dziś stanowią oni największe źródło dochodów dla mieszkańców Trinidadu. Większość zorganizowanych wycieczek zwiedza miasto w ciągu dnia, dzięki czemu wieczorami cieszyć się można niepowtarzalną atmosferą starówki, wciąż opanowanej przez miejscowych.

## Główne atrakcje
Najważniejsze zabytki miasta skupiają się wokół centralnie położonego Plaza Mayor. Należy do nich barokowa katedra, oraz były klasztor świętego Franciszka (Convento San Francisco) z charakterystyczną dzwonnicą, obecną na kubańskiej monecie o nominale 25 centavos, i Museo Nacional de la Lucha Contra Bandidos (Narodowe Muzeum Walki z Bandytami) w środku. Dokumentuje ono zwalczanie kontrrewolucyjnej partyzantki w pobliskich górach Escambray pomiędzy 1959 a 1965 rokiem. Ulubionym miejscem spotkań mieszkańców jest natomiast plac przed zamkniętym kościołem Nuestra Señora de la Candelaria, najstarszą świątynią miasta położoną na wzgórzu przy granicy miejscowości. W odległości kilkunastu kilometrów na południe od centrum znajduje się z kolei popularna wśród turystów plaża na półwyspie Ancón.
Spośród lokalnych obyczajów na uwagę zasługują klatki dla kanarków, zawieszane przez mieszkańców przy wejściach do pomalowanych w ciepłe barwy kamienic, mające zapewniać szczęście i dostatek. Trinidad słynie na Kubie z koronkarstwa. Na uwagę zasługuje również regionalny napój z miodu, rumu i soku cytrynowego, nazywany Chanchanchara. Podobnie jak na całej Kubie spotkać też można kobiety w odświętnych strojach, celebrujące uroczysty dzień swoich 15 urodzin, tradycyjnie uważany na wyspie za granicę dorosłości.

## Galeria

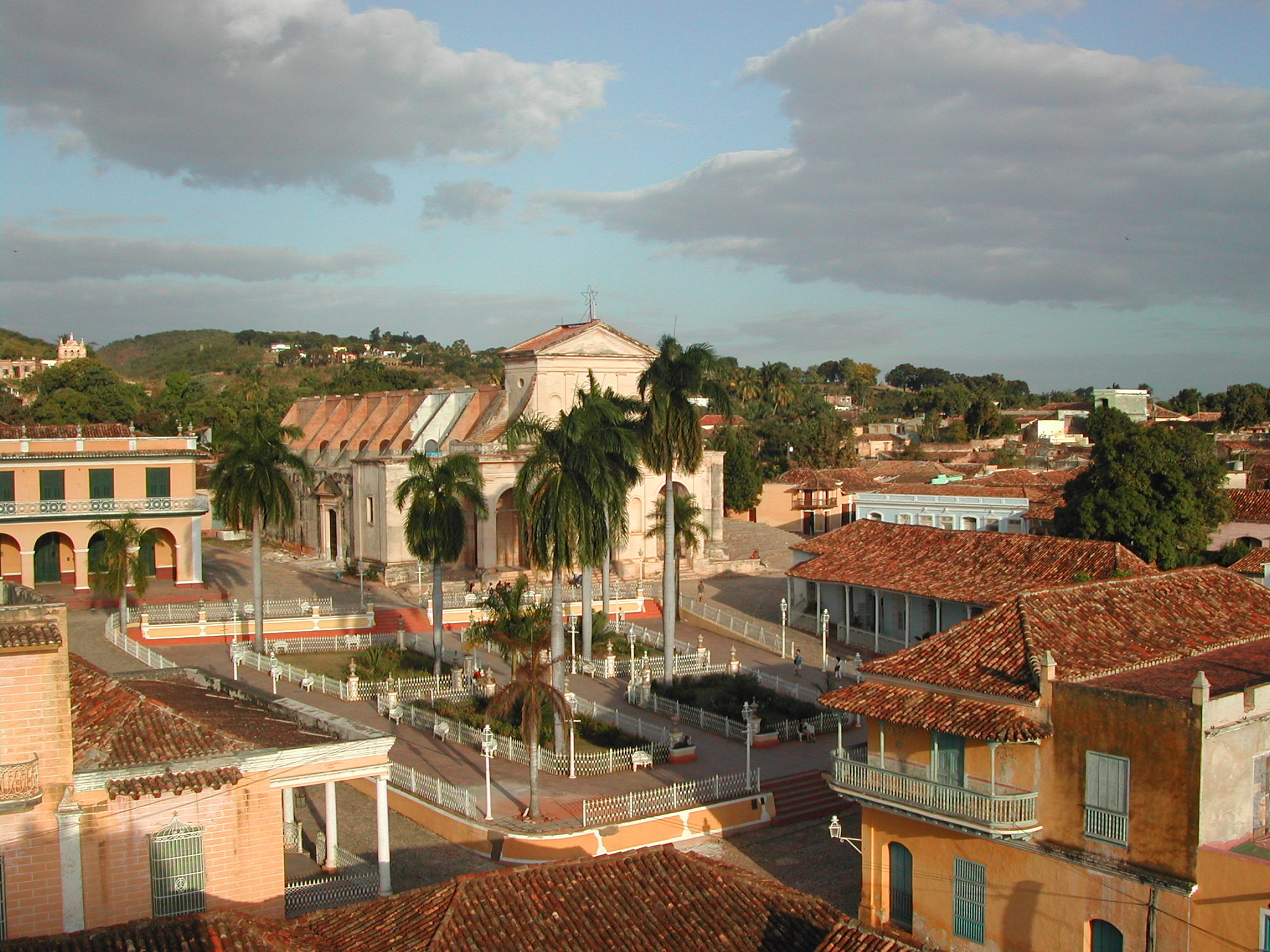
Widok na Plaza Mayor, główny plac Trinidadu; w głębi katedra
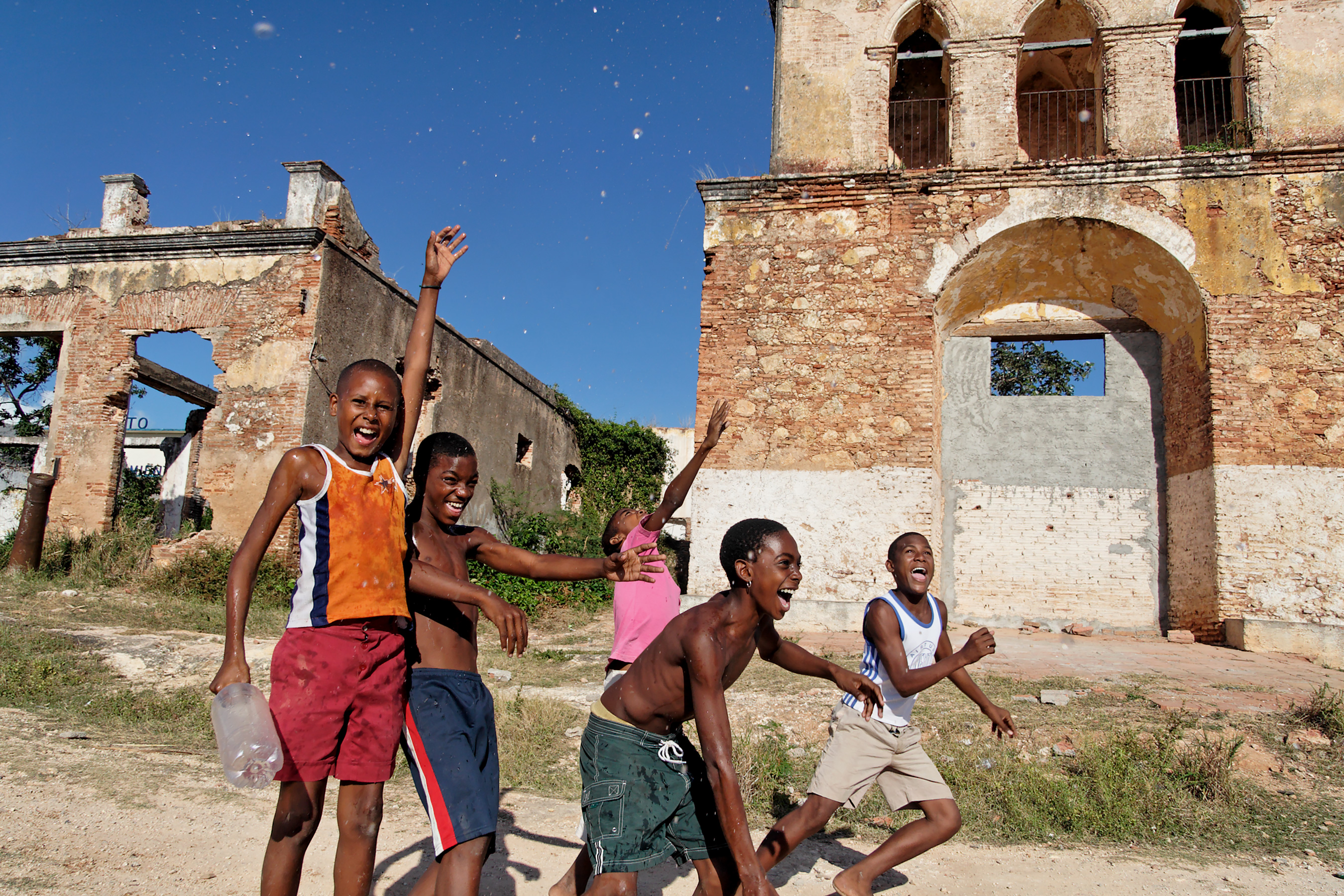
Dzieci pod ruinami kościoła Nuestra Señora de la Candelaria
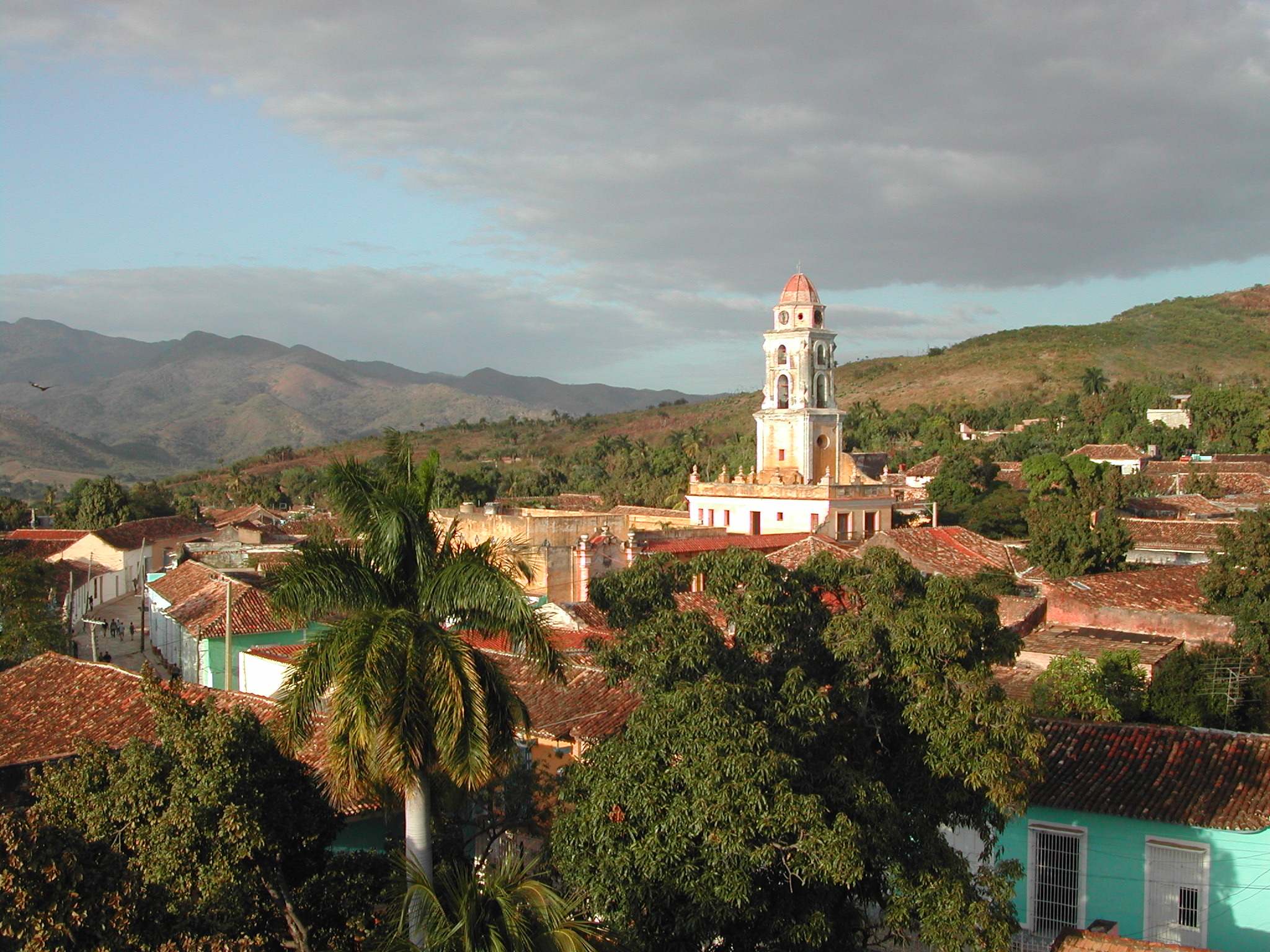
Widok miasta z wieży muzeum miejskiego. Pośrodku dzwonnica klasztoru św. Franciszka. W tle wierzchołki Sierra del Escambray.
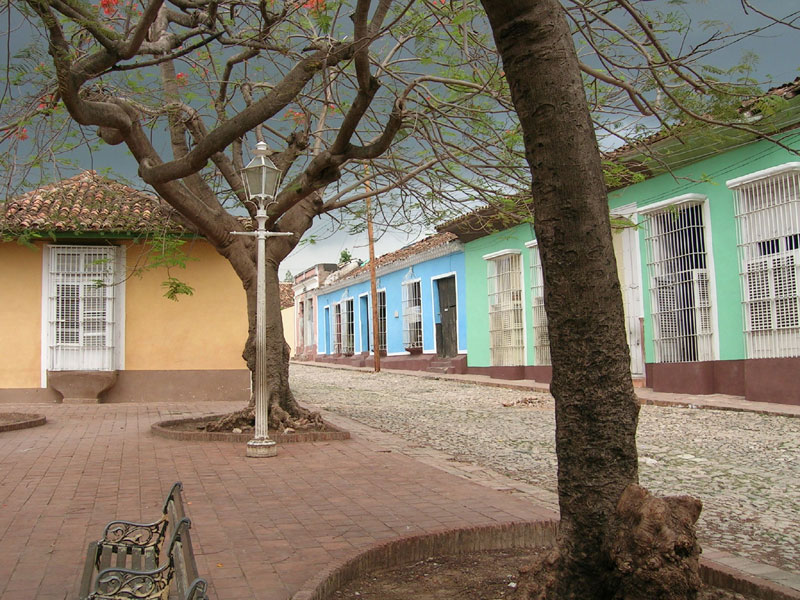
Trinidad w porze huraganów
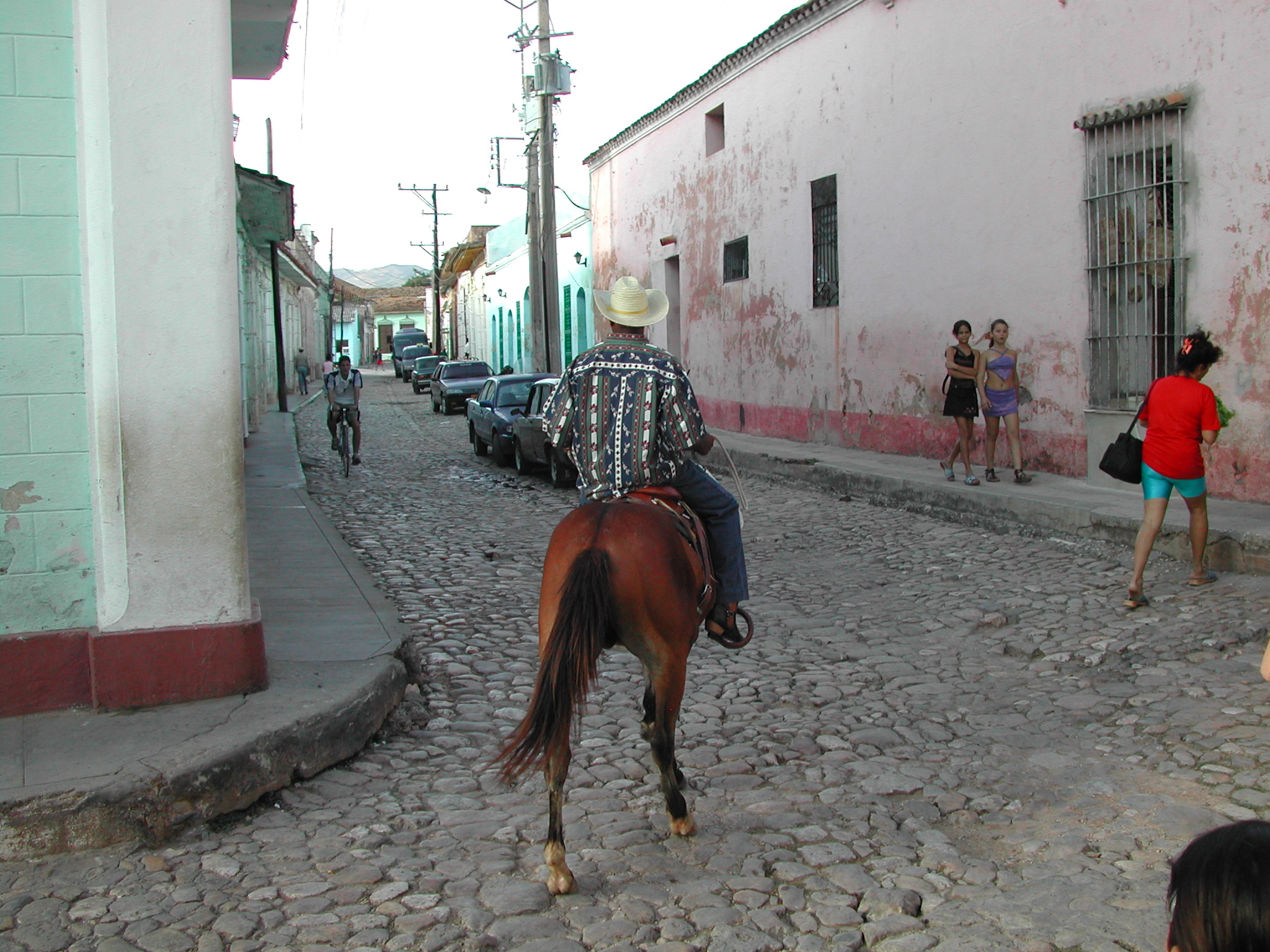
Transport w Trinidadzie
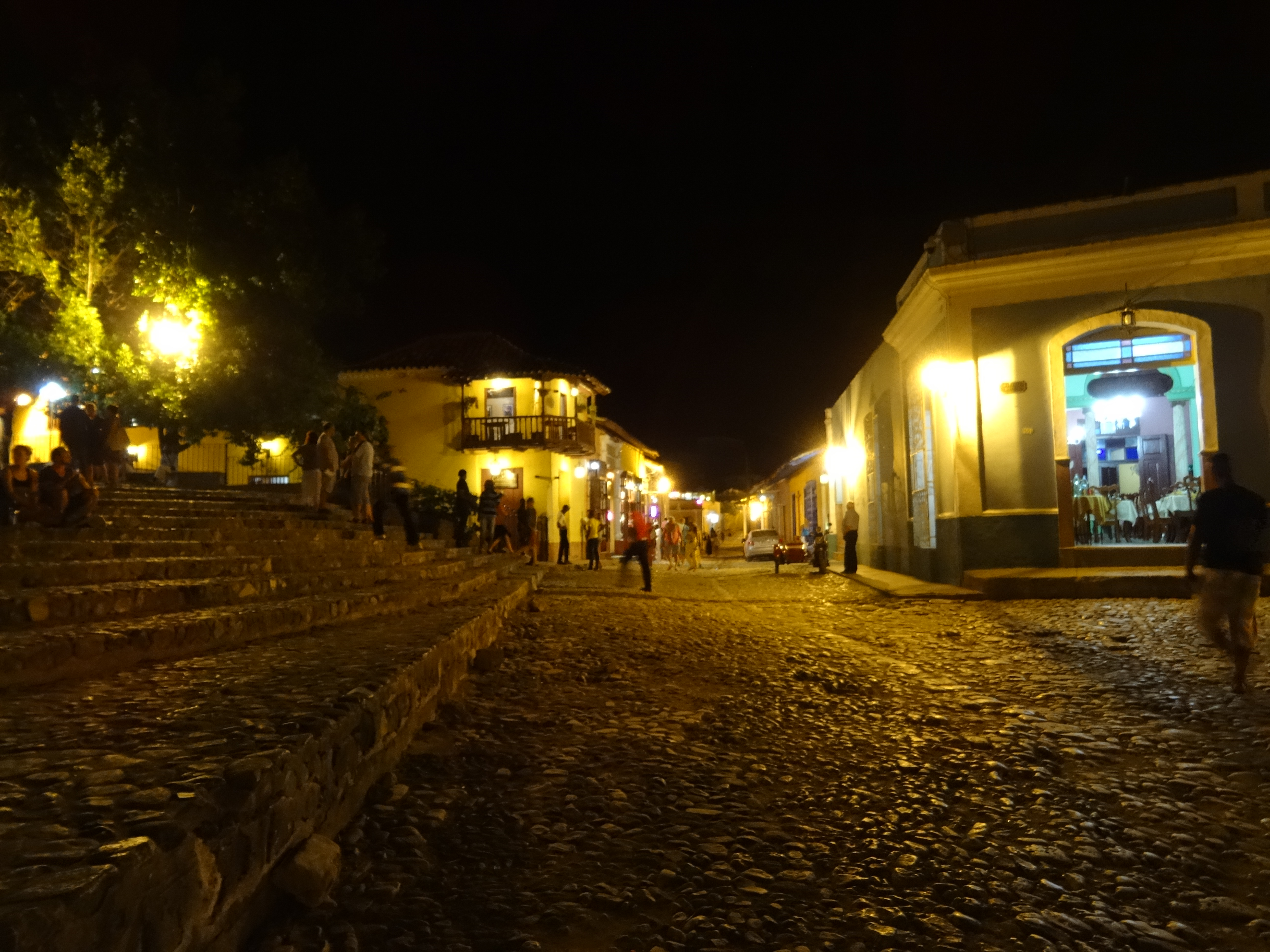
Trinidad nocą
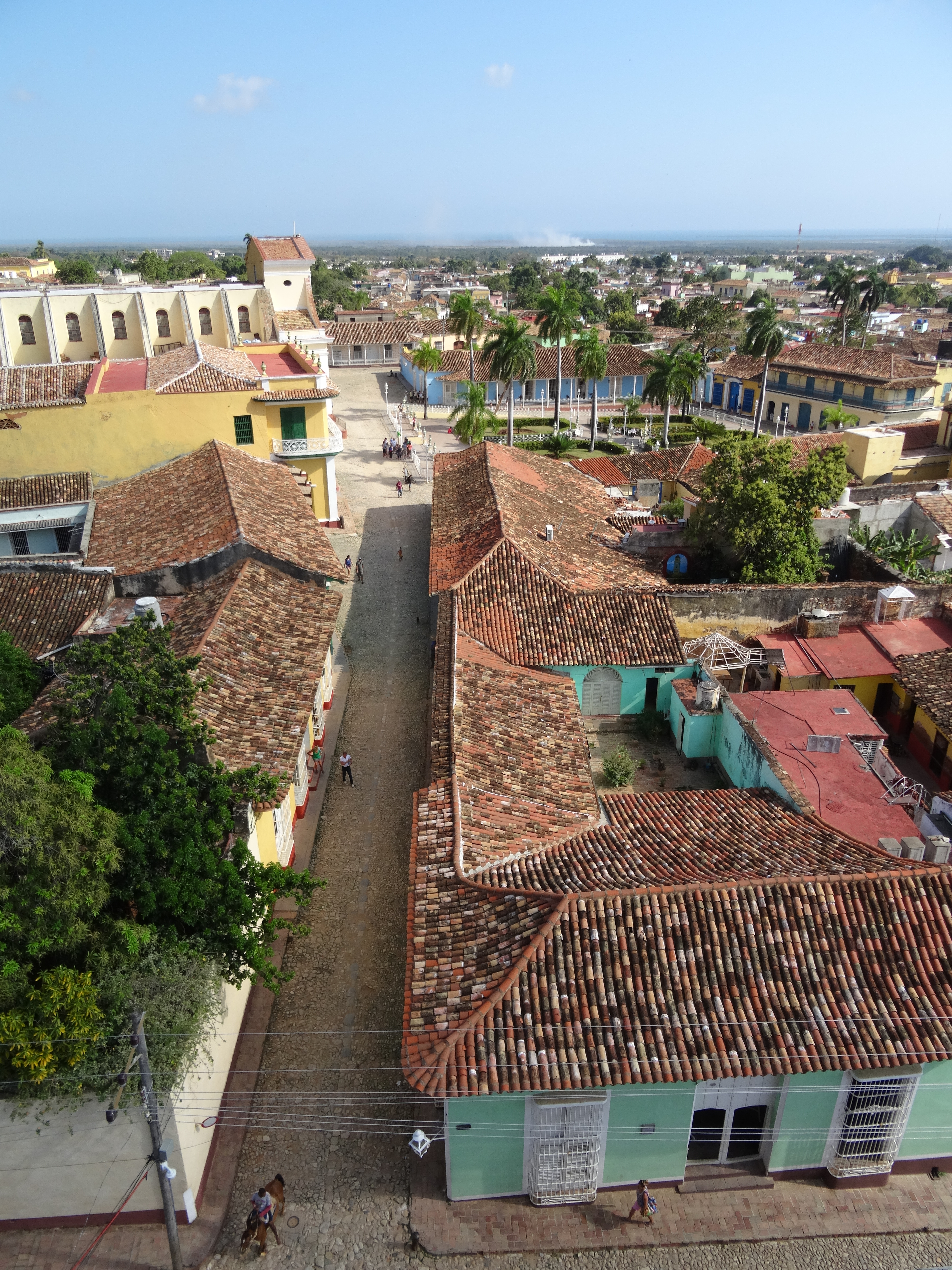
Ulice Trinidadu